# Félálom
Félálom es una película de drama húngaro de 1991 dirigida por János Rózsa. La película fue seleccionada como la entrada húngara a la Mejor Película Internacional en los 64.ª Premios de la Academia, pero no fue aceptada como nominada.

## Reparto
- Csaba Újvári como Zoli
- Bernadett Visy como Rita
- Zsolt Gazdag como Laci
- Szabolcs Hajdu como Attila
- Dani Szabó como Csoma